# Discografia de Momoiro Clover Z
A discografia de Momoiro Clover Z, um grupo idol Japonês, consiste em dois álbuns de estúdio, um álbum ao vivo, vinte e três álbuns de vídeo e um álbum de compilação; além de mais de vinte singles e vídeos musicais.

## Álbuns

### Álbuns de estúdio
Última atualização do total de vendas: 20 de janeiro de 2015
| Ano  | Detalhes do álbum | Oricon Weekly Albums Chart | Vendas (Oricon) | Vendas (Oricon) | Certificações (RIAJ) |
| Ano  | Detalhes do álbum | Oricon Weekly Albums Chart | Primeira semana | Total           | Certificações (RIAJ) |
| ---- | --- | -------------------------- | --------------- | --------------- | -------------------- |
| 2011 | Battle and Romance (バトル アンド ロマンス, Batoru ando Romansu) - Lançado: 27 de julho de 2011 10 de abril de 2013* - Gravadora: Starchild Records - Formato: CD, CD+DVD, download digital | 3 2*                       | 23,967 37,594*  | 179,487         | Ouro                 |
| 2013 | 5th Dimension (5TH DIMENSION, Fifusu Dimenshon) - Lançado: 10 de abril de 2013 - Gravadora: Starchild Records - Formato: CD, CD+DVD, download digital                                       | 1                          | 180,282         | 240,099         | Platina              |

*Quando as duas edições limitadas de Battle and Romance foram relançadas em 10 de abril de 2013, sua posição na Oricon Weekly Albums Chart subiu para a 2ª, vendendo aproximadamente 38,000 cópias na semana de seu relançamento

### Álbuns ao vivo
| Ano  | Detalhes do álbum | Oricon Weekly Albums Chart | Notas |
| ---- | --- | -------------------------- | --- |
| 2012 | Momoclo All Stars 2012 (ももクロ★オールスターズ2012, Momoclo★All Stars 2012) - Lançado: 21 de abril de 2012 - Gravadora: KING RECORDS - Formato: CD | —                          | Vendido no concerto Momoclo Haru no Ichidaiji 2012 ~Yokohama Arena Masaka no 2 DAYS~, realizado pelo grupo em 21 e 22 de abril; e entre 22 de abril e 8 de maio, vendido no loja online KING e SHOP. |

### Álbuns de compilação
| Ano  | Detalhes do álbum | Oricon Weekly Albums Chart | Vendas (Oricon) | Vendas (Oricon) | Certificações (RIAJ) |
| Ano  | Detalhes do álbum | Oricon Weekly Albums Chart | Primeira semana | Total           | Certificações (RIAJ) |
| ---- | --- | -------------------------- | --------------- | --------------- | -------------------- |
| 2013 | Iriguchi no Nai Deguchi (入口のない出口, "Saída Sem Entrada"") - Lançado: 5 de junho de 2013 - Gravadora: Stardust Records - Formato: CD | 2                          |                 | 103,913         |                      |

## Singles
Última atualização do total de vendas: 14 de agosto de 2014
| No.                    | Título | Ano                    | Melhor posiçao nas paradas musicais | Melhor posiçao nas paradas musicais | Vendas (Oricon)        | Vendas (Oricon)        | Certificações (RIAJ)   | Álbum                  |
| No.                    | Título | Ano                    | JPN Oricon                          | JPN Hot 100                         | Primeira semana        | Total                  | Certificações (RIAJ)   | Álbum                  |
| Gravadora independente | Gravadora independente | Gravadora independente | Gravadora independente              | Gravadora independente              | Gravadora independente | Gravadora independente | Gravadora independente | Gravadora independente |
| ---------------------- | --- | ---------------------- | ----------------------------------- | ----------------------------------- | ---------------------- | ---------------------- | ---------------------- | ---------------------- |
| 1                      | "Momoiro Punch" (ももいろパンチ, lit. "Ponche Rosa") | 2009                   | 23                                  | —                                   | 4,167                  | 13,655                 |                        |                        |
| 2                      | "Mirai e Susume!" (未来へススメ！, lit. "Avance Para o Futuro!") | 2009                   | 11                                  | —                                   | 15,292                 | 23,278                 |                        |                        |
| Gravadora major        | |                        |                                     |                                     |                        |                        |                        |                        |
| 1                      | "Ikuze! Kaito Shojo" (行くぜっ！怪盗少女, lit. "Vamos Lá! Meninas Ladras") - relançado em 2012 como "Ikuze! Kaitō Shōjo (Special Edition)" (行くぜっ！怪盗少女 ～Special Edition～) | 2010                   | 3 7                                 | 19 29                               | 22,537 10,003          | 40,251 28,864          | Ouro (PC)              | Battle and Romance     |
| 2                      | "Pinky Jones" (ピンキージョーンズ) | 2010                   | 8                                   | 28                                  | 22,936                 | 41,239                 |                        | Battle and Romance     |
| 3                      | "Mirai Bowl / Chai Maxx" (ミライボウル／Chai Maxx) | 2011                   | 3                                   | 12                                  | 25,070                 | 47,422                 |                        | Battle and Romance     |
| 4                      | "Z Densetsu ~Owarinaki Kakumei~" (Z伝説 ～終わりなき革命～, "Lenda Z ~Revolução Interminável~")                                                                                     | 2011                   | 5                                   | 22                                  | 13,193                 | 22,077                 |                        | Battle and Romance     |
| 5                      | "D' no Junjō" (D'の純情, lit. "Traço para o Coração Puro") | 2011                   | 6                                   | 59                                  | 12,969                 | 19,045                 |                        | Battle and Romance     |
| 6                      | "Rōdō Sanka" (労働賛歌, lit. "Hino ao Trabalho") | 2011                   | 7                                   | 13                                  | 39,976                 | 68,654                 |                        | 5th Dimension          |
| 7                      | "Mōretsu Uchū Kōkyōkyoku. Dai Nana Gakushō “Mugen no Ai”" (猛烈宇宙交響曲・第七楽章「無限の愛」, "Sinfonia do Espaço Ferroz, 7° Movimento «Amor Infinito»")                         | 2012                   | 5                                   | 2                                   | 39,858                 | 88,760                 | Ouro                   | 5th Dimension          |
| 8                      | "Otome Sensō" (Z女戦争, lit. "Guerras das Garotas") | 2012                   | 3                                   | 3                                   | 67,596                 | 116,425                | Ouro                   | 5th Dimension          |
| 9                      | "Saraba, Itoshiki Kanashimitachi yo" (サラバ、愛しき悲しみたちよ, lit. "Adeus, Minhas Queridas Dores")                                                                              | 2012                   | 2                                   | 1                                   | 73,745                 | 134,168                | Ouro (distr. por PC)   | 5th Dimension          |
| 10                     | "Gounn" (GOUNN) | 2013                   | 2                                   | 2                                   | 77,581                 | 96,296                 |                        |                        |
| 11                     | "Naite mo Ii n'Da yo" (泣いてもいいんだよ, lit. "Não Há Problemas em Chorar") | 2014                   | 1                                   | 2                                   | 66,854                 | 86,631                 |                        |                        |
| 12                     | "Moon Pride" (MOON PRIDE) | 2014                   | 3                                   |                                     | 50,340                 | 56,713                 |                        |                        |
| 13                     | "Yume no Ukiyo ni Saitemina" (夢の浮世に咲いてみな) (colaboração com Kiss) | 2015                   | 2                                   | 2                                   |                        |                        |                        |                        |
| 14                     | "Seishunfu" (青春賦, lit. "Poema Jovem") | 2015                   | 4                                   |                                     |                        |                        |                        |                        |
| 15                     | "“Z” no Chikai" (「Z」の誓い) | 2015                   |                                     |                                     |                        |                        |                        |                        |
| 16                     | "The Golden History" (ザ・ゴールデン・ヒストリー) | 2017                   |                                     |                                     |                        |                        |                        |                        |
| 17                     | "Blast" (BLAST) | 2017                   |                                     |                                     |                        |                        |                        |                        |
| 18                     | "Xiao Yi Xiao" (笑一笑 〜シャオイーシャオ！〜) | 2018                   |                                     |                                     |                        |                        |                        |                        |

### Outrossingles
| Título | Data de lançamento     | Melhor posição nas paradas musicais | Melhor posição nas paradas musicais | Vendas (Oricon) | Vendas (Oricon) |
| Título | Data de lançamento     | Oricon Weekly Singles Chart         | Billboard Japan Hot 100             | Primeira semana | Total           |
| --- | ---------------------- | ----------------------------------- | ----------------------------------- | --------------- | --------------- |
| "Kimi Yuki" (きみゆき, lit. "Limite para Você") | 24 de dezembro de 2010 | —                                   | —                                   |                 |                 |
| "Akarin e Okuru Uta" (あかりんへ贈る歌, lit. "Uma Canção para Akarin")                                                                                  | 11 de junho de 2011    | —                                   | —                                   |                 |                 |
| "Shiroi Kaze" (白い風, lit. "Vento Branco") | 25 de dezembro de 2011 | —                                   | —                                   |                 |                 |
| "Nippon Egao Hyakkei" (ニッポン笑顔百景, lit. "Centenas de Sorrisos por Todo o Japão") - lançado sob o pseudônimo de "Momoclo Tei Ichimon" (桃黒亭一門) | 5 de setembro de 2012  | 6                                   | —                                   | 34,478          | 52,606          |
| "Bokura no Century" (僕等のセンチュリー, lit. "Nosso Século")                                                                                           | 24 de dezembro de 2012 | 5                                   | —                                   | 21,509          | 21,509          |
| "Naichaisou Fuyu / Hagane no Ishi" (泣いちゃいそう冬／钢の意志, lit. "Inverno, Eu Sabia que Iria Chorar / Vontade de Aço")                              | 23 de dezembro de 2013 | 2                                   | —                                   | 36,774          | 45,840          |
| "Jump!!!!!" (JUMP!!!!!) - lançado sob o pseudônimo de "Twinkle5"                                                                                        | 26 de dezembro de 2013 | —                                   | —                                   |                 |                 |

### Outras canções nas paradas
| Título                        | Data de lançamento                      | Melhor posição nas paradas | Álbum         |
| Título                        | Data de lançamento                      | Billboard Japan Hot 100    | Álbum         |
| ----------------------------- | --------------------------------------- | -------------------------- | ------------- |
| "Neo Stargate" (Neo STARGATE) | 13 de março de 2013 (iTunes, Recochoku) | 35                         | 5th Dimension |

## Videografia

### Álbuns de vídeo
Última atualização do total de vendas: 28 de junho de 2013
| No. | Título | Data de lançamento                                 | Desempenho nas paradas musicais | Desempenho nas paradas musicais | Vendas totais (Oricon) | Vendas totais (Oricon) |
| No. | Título | Data de lançamento                                 | Oricon Weekly DVD Chart         | Oricon Weekly BD Chart          | DVD                    | BD                     |
| --- | --- | -------------------------------------------------- | ------------------------------- | ------------------------------- | ---------------------- | ---------------------- |
| 1   | Momoiro Christmas in Nihon Seinenkan: Dappi (ももいろクリスマス in 日本青年館 〜脱皮:DAPPI〜, "Momoiro Christmas at Nihon Seinenkan ~Moulting~") | 23 de março de 2011(DVD) 5 de junho de 2013(BD)    | 26                              | 6                               | 26,808                 | —                      |
| 2   | 4.10 Nakano Sun Plaza Taikai Momoclo Haru no Ichidaiji: Mabushisa no Naka ni Kimi ga Ita (4.10中野サンプラザ大会 ももクロ春の一大事 〜眩しさの中に君がいた〜, "4.10 Live at Nakano Sun Plaza, Momoclo's Big Deal in Spring ~You Were There in Brightness~")                                                                           | 24 de agosto de 2011(DVD) 5 de junho de 2013(BD)   | 14                              | 4                               | 57,007                 | —                      |
| 3   | Summer Dive 2011 Gokuraku-mon kara Konnichiwa (サマーダイブ2011 極楽門からこんにちは, "Summer Dive 2011, Hello from Gokuraku-mon") | 11 de dezembro de 2011(DVD) 5 de junho de 2013(BD) | 19                              | 2                               | 51,166                 | —                      |
| 4   | Momoclo Aki no 2 Dai Matsuri "Otoko Matsuri 2011" (ももクロ秋の2大祭り「男祭り2011」, "Momoclo's Two Autumn Grand Festivals "Men's Festival 2011"") | 7 de março de 2012(DVD) 5 de junho de 2013(BD)     | 4                               | —                               | 25,011                 | —                      |
| 5   | Momoclo Aki no 2 Dai Matsuri "Onna Matsuri 2011" (ももクロ秋の2大祭り「女祭り2011」, "Momoclo's Two Autumn Grand Festivals "Women's Festival 2011"") | 7 de março de 2012(DVD) 5 de junho de 2013(BD)     | 3                               | —                               | 29,065                 | —                      |
| 6   | Momoiro Christmas 2011 Saitama Super Arena Taikai (ももいろクリスマス2011 さいたまスーパーアリーナ大会, "Momoiro Christmas 2011, Live at Saitama Super Arena") | 11 de abril de 2012                                | 2                               | 1                               | 45,536                 | 38,738                 |
| 7   | Momoclo Haru no Ichidaiji 2012: Momoclo All Stars (ももクロ春の一大事2012〜ももクロ☆オールスターズ〜, "Momoclo's Big Deal in Spring ~Momoclo All Stars~") | 5 de setembro de 2012                              | 4                               | 3                               | 26,575                 | 38,132                 |
| 8   | Momoclo Haru no Ichidaiji 2012: Miwataseba Dai Panorama Jigoku (ももクロ春の一大事2012〜見渡せば大パノラマ地獄〜, "Momoclo's Big Deal in Spring ~360° Panoramic Hell Picture~") | 5 de setembro de 2012                              | 3                               | 2                               | 36,297                 | 41,622                 |
| 9   | Momoclo Natsu no Bakasawagi Summer Dive 2012 Seibu Dome Taikai (ももクロ夏のバカ騒ぎ SUMMER DIVE 2012 西武ドーム大会, "Momoclo's Horseplay: Summer Dive 2012 at Seibu Dome") | 24 de dezembro de 2012                             | 9                               | 3                               | 31,701                 | 39,640                 |
| 10  | Momoclo no Kodomo Matsuri 2012: Ii Ko no Minna Atsumarē (ももクロの子供祭り2012 ～良い子のみんな集まれーっ！～, "Children's Festival of Momoclo ~Fall in! All the Kids~") | 23 de janeiro de 2013                              | 8                               | 3                               | 5,830                  | 12,172                 |
| 11  | Momoclo Aki no Ni Dai Matsuri "Otoko Matsuri 2012: Dynamism" (ももクロ秋の二大祭り「男祭り2012-Dynamism-」, "Momoclo's Two Autumn Grand Festivals "Men's Festival 2012 -Dynamism-"") | 27 de fevereiro de 2013                            | 4                               | 3                               | 16,608                 | 27,068                 |
| 12  | Momoclo Aki no Ni Dai Matsuri 2012 "Onna Matsuri 2012: Girl's Imagination" (ももクロ秋の二大祭り「女祭り2012-Girl's Imagination-」, "Momoclo's Two Autumn Grand Festivals "Women's Festival 2012 -Girl's Imagination-'") | 27 de fevereiro de 2013                            | 3                               | 2                               | 16,809                 | 27,073                 |
| 13  | Momoiro Christmas 2012 Saitama Super Arena Taikai 24nichi kouen (ももいろクリスマス2012 〜さいたまスーパーアリーナ大会〜 24日公演, "Momoiro Christmas 2012, Live at Saitama Super Arena") | 29 de maio de 2013                                 | 2                               | 3                               | 14,020                 | 24,049                 |
| 14  | Momoiro Christmas 2012 Saitama Super Arena Taikai 25nichi kouen (ももいろクリスマス2012 〜さいたまスーパーアリーナ大会〜 25日公演, "Momoiro Christmas 2012, Live at Saitama Super Arena") | 29 de maio de 2013                                 | 1                               | 2                               | 14,050                 | 24,108                 |
| 15  | Momoiro Clover Z JAPAN TOUR 2013 "5TH DIMENSION" (ももいろクローバーZ JAPAN TOUR 2013「5TH DIMENSION」, "Momoiro Clover Z JAPAN TOUR 2013 "5TH DIMENSION" ") | 24 de julho de 2013                                | 7                               | 6                               |                        |                        |
| 16  | Momoiro Clover Z Haru no Ichidaiji 2013 Seibu Dome Taikai 〜 Hoshi o Tsugu Momo vol.1 Peach for the Stars〜 (ももいろクローバーZ 春の一大事 2013 西武ドーム大会 〜星を継ぐもも vol.1 Peach for the Stars〜, "Serious affair 2013 Seibu Dome Tournament of Momoiro Clover Z spring 〜Peach for the Stars vol.1 Peach for the Stars〜") | 25 de setembro de 2013                             | 6                               | 3                               |                        |                        |
| 17  | Momoiro Clover Z Haru no Ichidaiji 2013 Seibu Dome Taikai 〜 Hoshi o Tsugu Momo vol.2 Peach for the Stars〜 (ももいろクローバーZ 春の一大事 2013 西武ドーム大会 〜星を継ぐもも vol.2 Peach for the Stars〜, "Serious affair 2013 Seibu Dome Tournament of Momoiro Clover Z spring 〜Peach for the Stars vol.2 Peach for the Stars〜") | 25 de setembro de 2013                             | 7                               | 4                               |                        |                        |
| 18  | Momo Kuro no Kodomo Matsuri 2013 〜 Mamore! Minna no Tōbudōbutsukōen Tatakae! Momoiro Animal Z!〜 (ももクロの子供祭り2013 〜守れ! みんなの東武動物公園 戦え! ももいろアニマルZ!〜, "Children festival 2013 Peach Black Protect ~! Animal and Z! ~ Pink! Fight Tobudobutsukoen everyone")                                              | 27 de novembro de 2013                             | 18                              | 9                               |                        |                        |
| 19  | Momo kuro natsu no baka sawagi WORLD SUMMER DIVE 2013.8.4 Nissan sutajiamu taikai (ももクロ夏のバカ騒ぎ WORLD SUMMER DIVE 2013.8.4 日産スタジアム大会, "Stupid Commotion WORLD SUMMER DIVE 2013.8.4 Nissan Stadium Tournament of Black Peach Summer")                                                                                 | 29 de janeiro de 2014                              | 4                               | 2                               |                        |                        |

### Vídeos musicais
| Ano  | Canção                                                                                          | Diretor(es)                       |
| ---- | ----------------------------------------------------------------------------------------------- | --------------------------------- |
| 2009 | "Momoiro Punch" (ももいろパンチ)                                                                | Akiko Nishimura                   |
| 2009 | "Mirai e Susume!" (未来へススメ！)                                                              | Taku Sugawara                     |
| 2010 | "Ikuze! Kaitō Shōjo" (行くぜっ！怪盗少女)                                                       | Hideaki Fukui                     |
| 2010 | "Pinky Jones" (ピンキージョーンズ)                                                              | Hideo Kōdani                      |
| 2010 | "Coco Natsu" (ココ☆ナツ)                                                                        | Hideo Kōdani                      |
| 2011 | "Mirai Bowl" (ミライボウル)                                                                     | Hideo Kōdani                      |
| 2011 | "Chai Maxx"                                                                                     | Hideo Kōdani                      |
| 2011 | "Z Densetsu: Owarinaki Kakumei" (Z伝説 ～終わりなき革命～)                                      | Atsunori Sasaki                   |
| 2011 | "D' no Junjō" (D'の純情)                                                                        | Hideo Kōdani                      |
| 2011 | "Rōdō Sanka" (労働賛歌)                                                                         | Atsunori Sasaki                   |
| 2011 | "Santa-san" (サンタさん)                                                                        | Hideo Kōdani                      |
| 2011 | "Ame no Tajikarao" (天手力男)                                                                   |                                   |
| 2012 | "Mōretsu Uchū Kōkyōkyoku Dai Nana Gakushō «Mugen no Ai»" (猛烈宇宙交響曲・第七楽章「無限の愛」) | Wataru Saitō                      |
| 2012 | "Otome Sensō" (Z女戦争)                                                                         | Atsunori Sasaki                   |
| 2012 | "PUSH"                                                                                          | Hideo Kōdani                      |
| 2012 | "Mite Mite Kocchichi" (みてみて☆こっちっち) (vídeo-coreografia)                                 |                                   |
| 2012 | "Saraba, Itoshiki Kanashimitachi yo" (サラバ、愛しき悲しみたちよ)                               | Hideki Kuroda                     |
| 2012 | "Wee-Tee-Wee-Tee"                                                                               |                                   |
| 2013 | "Gounn" (GOUNN)                                                                                 | Nagasoe Masatsugu                 |
| 2013 | "Neo Stargate" (Neo STARGATE)                                                                   | Hideki Kuroda                     |
| 2013 | "Birth Ø Birth" (BIRTH Ø BIRTH)                                                                 | Hideki Kuroda                     |
| 2014 | "Naite mo Iin Da yo" (泣いてもいいんだよ)                                                       | Noriyoshi Sakuma, OKABOO★BROTHERS |
| 2014 | "Moon Pride" (MOON PRIDE)                                                                       |                                   |